# Peakin' at the Beacon
Peakin' at the Beacon è un album dal vivo del gruppo musicale statunitense The Allman Brothers Band, pubblicato nel 2000.

## Tracce
1. Don't Want You No More – 3:06
2. It's Not My Cross to Bear – 5:12
3. Ain't Wastin' Time No More – 5:46
4. Every Hungry Woman – 5:56
5. Please Call Home – 4:30
6. Stand Back – 5:44
7. Black Hearted Woman – 6:30
8. Leave My Blues at Home – 5:07
9. Seven Turns – 4:48
10. High Falls – 27:27

## Formazione
- Gregg Allman – organo, piano, chitarra acustica, voce
- Dickey Betts – chitarra, voce
- Derek Trucks – chitarra
- Oteil Burbridge – basso
- Butch Trucks – batteria, percussioni
- Jaimoe – batteria, percussioni
- Marc Quiñones – conga, percussioni, voce